# الساكن (المفلحي)

تعديل مصدري - تعديل

الساكن هي إحدى قرى عزلة المفلحي بمديرية المفلحي التابعة لمحافظة لحج، بلغ تعداد سكانها 190 نسمة حسب تعداد اليمن لعام 2004.